# Раненбургский уезд
Раненбургский уезд — административная единица в Рязанской губернии Российской империи и РСФСР, существовавшая в 1779—1928 годах. Уездный город — Раненбург.

## География
Уезд был расположен на юге Рязанской губернии, на юге и востоке граничил с Тамбовской губернией. По площади уезд занимал территорию в 2701,7 вёрст² .

## История
Уезд был образован 16 сентября 1779 года в составе Рязанского наместничества (с 1796 года — Рязанской губернии). В 1924 году в состав уезда была включена территория упразднённого Данковского уезда. В 1928 году уезд был упразднен, большая его часть вошла в состав Раненбургского района Козловского округа Центрально-Чернозёмной области.

## Население
Население уезда в 1897 году — 153 709 чел.
По переписи 1897 года в уезде было 152 691 жителей (73 763 мужчины и 78 928 женщин). В г. Раненбург — 15 331 чел.
По итогам всесоюзной переписи населения 1926 года население уезда составило 300 435 человек, из них городское — 22 051 человек.

## Населённые пункты
В 1859 году в составе уезда было 219 населённых пунктов, наиболее крупные из них:
- г. Раненбург — 5793 чел.;
- с. Братовка — 1504 чел.;
- с. Буховое — 1695 чел.;
- с. Верхние Раковые Рясы — 1729 чел.;
- с. Головинщино — 1501 чел.;
- с. Демкино — 1650 чел.;
- с. Дубовое — 3450 чел.;
- с. Журавинки — 1845 чел.;
- с. Зенкино — 2370 чел.;
- с. Истобное — 2245 чел.;
- с. Колыбельское — 2160 чел.;
- с. Кривополянье — 4648 чел.;
- сл. Крючковская — 2319 чел.;
- с. Ломовое — 2705 чел.;
- с. Просечье — 1500 чел.;
- с. Ратчино — 1973 чел.;
- с. Салтыки — 1904 чел.;
- с. Староклёнское — 2872 чел.;
- с. Шереметьево — 1614 чел.

## Административное деление
В 1890 году в состав уезда входило 25 волостей:
| № п/п | Волость        | Волостное правление | Число селений | Население |
| ----- | -------------- | ------------------- | ------------- | --------- |
| 1     | Ведновская     | с. Ведное           | 14            | 5632      |
| 2     | Гагинская      | с. Гагино           | 10            | 4907      |
| 3     | Головинщинская | с. Головинщинское   | 7             | 4177      |
| 4     | Дубовская      | с. Дубовое          | 3             | 8406      |
| 5     | Зенкинская     | с. Зенкино          | 5             | 5682      |
| 6     | Зимаровская    | с. Зимарово         | 10            | 5115      |
| 7     | Ивановская     | с. Ивановское       | 13            | 5340      |
| 8     | Карповская     | с. Карповка         | 4             | 3269      |
| 9     | Колыбельская   | с. Колыбельское     | 7             | 6485      |
| 10    | Кривополянская | с. Кривополянье     | 2             | 6701      |
| 11    | Крючковская    | сл. Лугинская       | 6             | 6478      |
| 12    | Ломовская      | с. Пиковые Рясы     | 3             | 6890      |
| 13    | Нарышкинская   | с. Нарышкино        | 14            | 6120      |
| 14    | Никольская     | с. Никольское       | 19            | 4787      |
| 15    | Ново-Тишевская | с. Ново-Тишевое     | 7             | 7147      |
| 16    | Пителинская    | с. Пителино         | 23            | 6920      |
| 17    | Просечинская   | с. Просечье         | 7             | 4200      |
| 18    | Путятинская    | с. Ратчино          | 8             | 8634      |
| 19    | Салтыковская   | с. Салтыки          | 6             | 3615      |
| 20    | Снежетовская   | с. Снежеток         | 11            | 4191      |
| 21    | Солнцевская    | с. Солнцево         | 7             | 4103      |
| 22    | Старокленская  | с. Староклёнское    | 3             | 6031      |
| 23    | Троицкая       | с. Троицкое         | 10            | 4761      |
| 24    | Шереметьевская | с. Шереметьево      | 8             | 5314      |
| 25    | Якимецкая      | с. Якимцы           | 12            | 4836      |

В 1925 году в состав Раненбургского уезда входило 7 волостей:
- Березовская — с. Берёзовка,
- Астаповская — с. Астапово,
- Александро-Невская — п. Александро-Невский,
- Данковская — г. Данков,
- Колыбельская — с. Колыбельское,
- Раненбургская — г. Раненбург,
- Троекуровская — с. Троекурово.